# Pseudolasius risii
Pseudolasius risii är en myrart som beskrevs av Auguste-Henri Forel 1894. Pseudolasius risii ingår i släktet Pseudolasius och familjen myror. Inga underarter finns listade i Catalogue of Life.